# Uniwersytet Zielonogórski

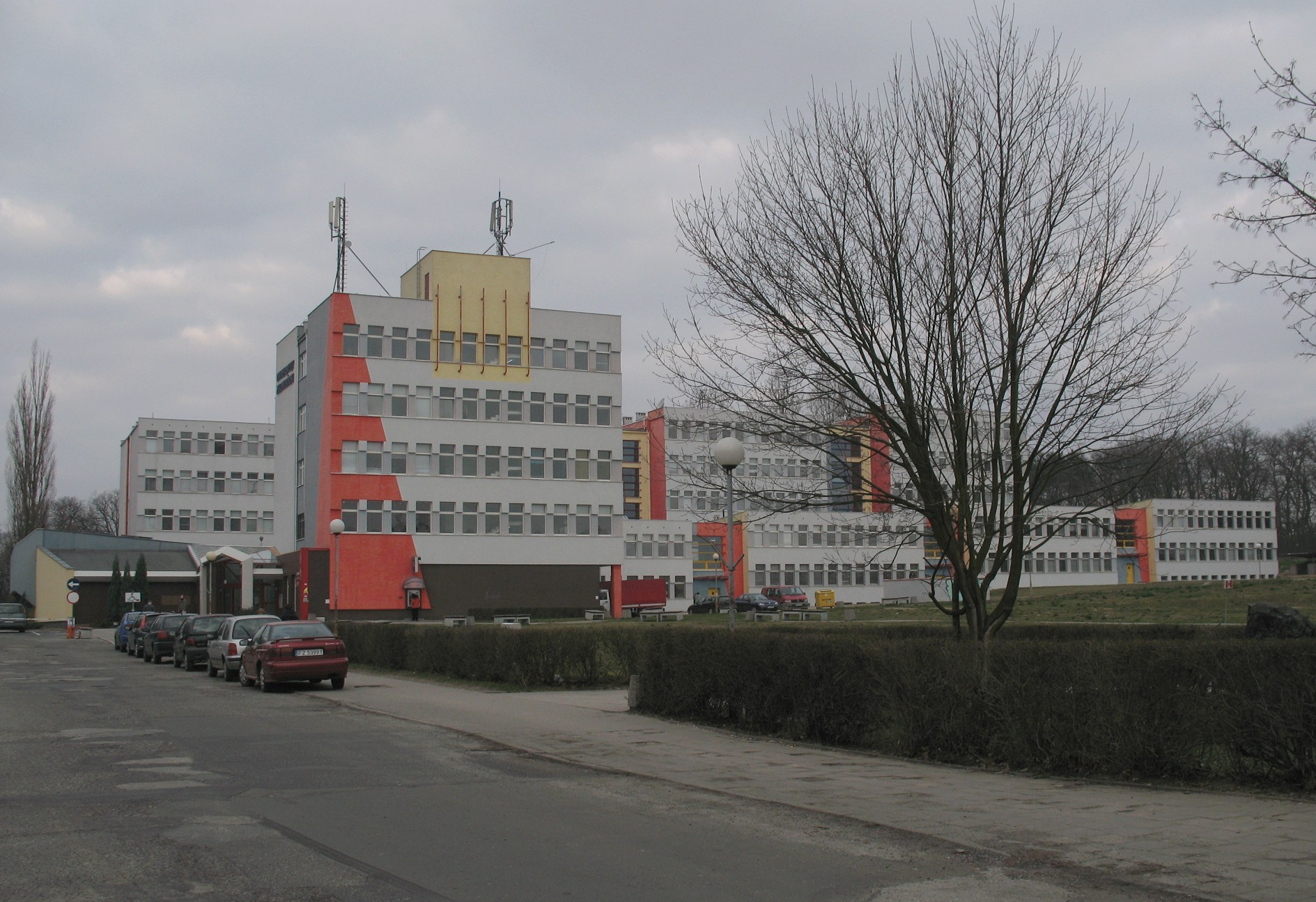
Budynek Wydziału Humanistycznego oraz Wydziału Nauk Społecznych (Kampus B)

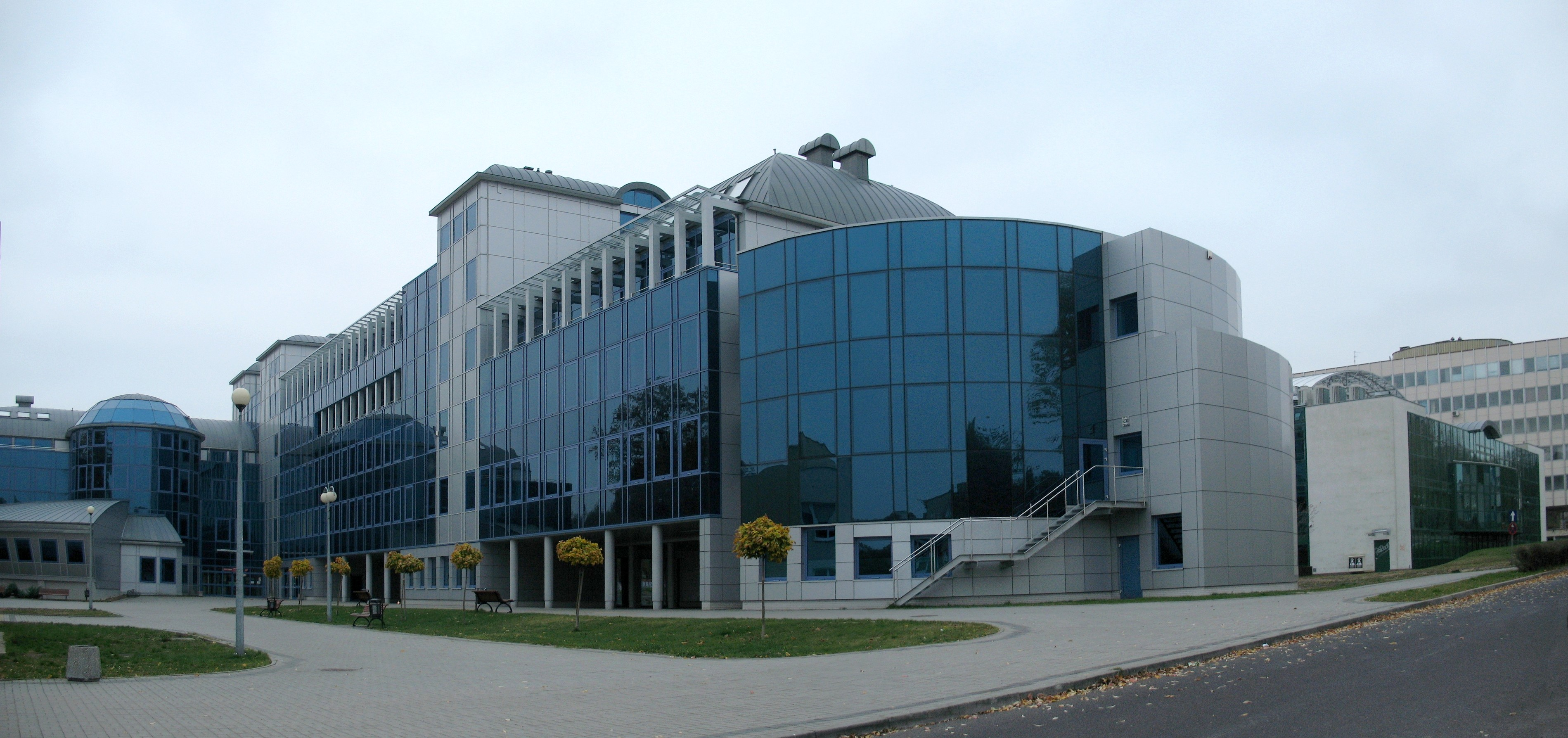
Budynek Wydziału Matematyki, Informatyki I Ekonometrii oraz Wydziału Fizyki i Astronomii (Kampus A)

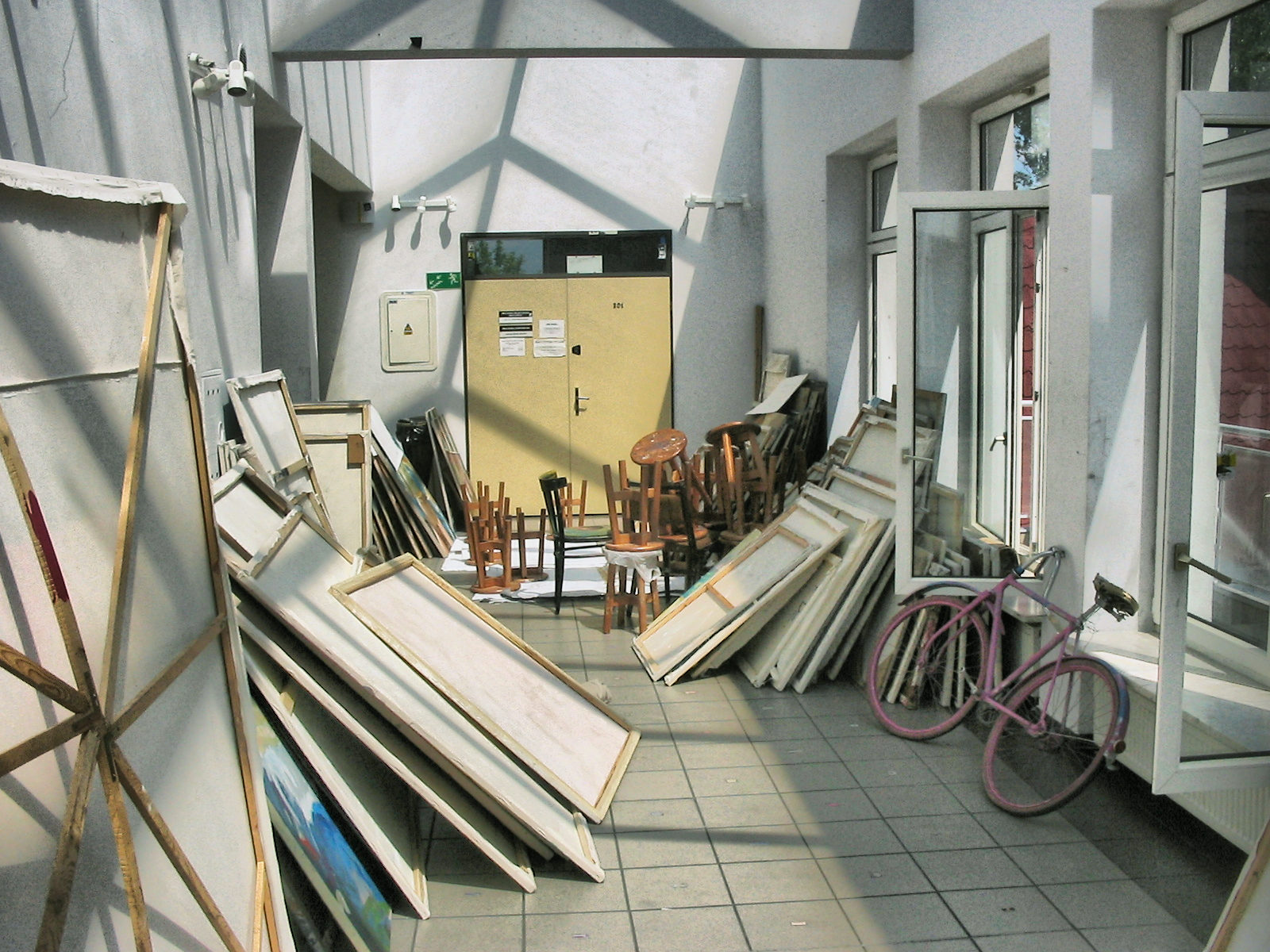
Wnętrze budynku Katedry Sztuki i Kultury Plastycznej

Uniwersytet Zielonogórski (UZ) – polska publiczna uczelnia funkcjonująca w Zielonej Górze od 2001 roku, która jest jedynym uniwersytetem w województwie lubuskim.

## Historia
Uniwersytet został utworzony 1 września 2001 roku z połączenia Politechniki Zielonogórskiej (powstałej w 1965 roku jako Wyższa Szkoła Inżynierska) oraz Wyższej Szkoły Pedagogicznej (powstałej w 1971 roku jako Wyższa Szkoła Nauczycielska). We wrześniu 2017 roku do uczelni włączono Państwową Wyższą Szkołę Zawodową w Sulechowie jako wydział zamiejscowy Uniwersytetu, który w 2019 roku został przekształcony w filię, która w 2023 została zlikwidowana.
Główne budynki Uniwersytetu znajdują się w dwóch lokalizacjach miasta. Kampus A tworzą jednostki byłej Politechniki Zielonogórskiej i mieszczą się przy ul. Podgórnej. Na kampus B składają się budynki byłej WSP, które głównie się mieszczą przy al. Wojska Polskiego. Rektorat uczelni znajduje się niedaleko Starego Rynku, przy ul. Licealnej.
Doroczne święto studentów, nawiązując do winiarskich tradycji miasta, przybrało nazwę Bachanalia.

## Podstawowe statystyki
Na uczelni studiuje 10 tys. studentów (rok akademicki 2022/2023) na 71 kierunkach, w tym:
- 16 inżynierskich,
- 46 licencjackich,
- 7 kierunkach jednolitych magisterskich
- 45 magisterskich uzupełniających.

Zatrudnionych jest 1121 nauczycieli akademickich, w tym:
- 110 z tytułem naukowym profesora,
- 245 ze stopniem naukowym doktora habilitowanego,
- 493 ze stopniem naukowym doktora inżyniera / doktora.

## Wydziały
- Wydział Artystyczny

1. Instytut Sztuk Wizualnych
2. Instytut Muzyki

- Wydział Humanistyczny

1. Instytut Filologii Polskiej
2. Instytut Filologii Germańskiej
3. Instytut Filozofii
4. Instytut Historii
5. Instytut Neofilologii

- Wydział Lekarski i Nauk o Zdrowiu - Collegium Medicum

1. Instytut Nauk Medycznych
2. Instytut Nauk o Zdrowiu

- Wydział Nauk Inżynieryjno-Technicznych

1. Instytut Automatyki, Elektroniki i Elektrotechniki
2. Instytut Metrologii, Elektroniki i Informatyki
3. Instytut Inżynierii Materiałowej i Biomedycznej
4. Instytut Inżynierii Mechanicznej
5. Instytut Budownictwa
6. Instytut Architektury i Urbanistyki
7. Instytut Sterowania i Systemów Informatycznych
8. Instytut Inżynierii Środowiska

- Wydział Nauk Prawnych i Ekonomicznych

1. Instytut Ekonomii i Finansów
2. Instytut Nauk o Zarządzaniu i Jakości
3. Instytut Nauk Prawnych

- Wydział Nauk Ścisłych i Przyrodniczych

1. Instytut Matematyki
2. Instytut Fizyki
3. Instytut Astronomii im. profesora Janusza Gila
4. Instytut Nauk Biologicznych
5. Instytut Sportu, Turystyki i Żywienia

- Wydział Nauk Społecznych

1. Instytut Pedagogiki
2. Instytut Socjologii
3. Instytut Psychologii
4. Instytut Nauk o Polityce i Administracji

## Jednostki ogólnouczelniane i międzywydziałowe
- Radio Index

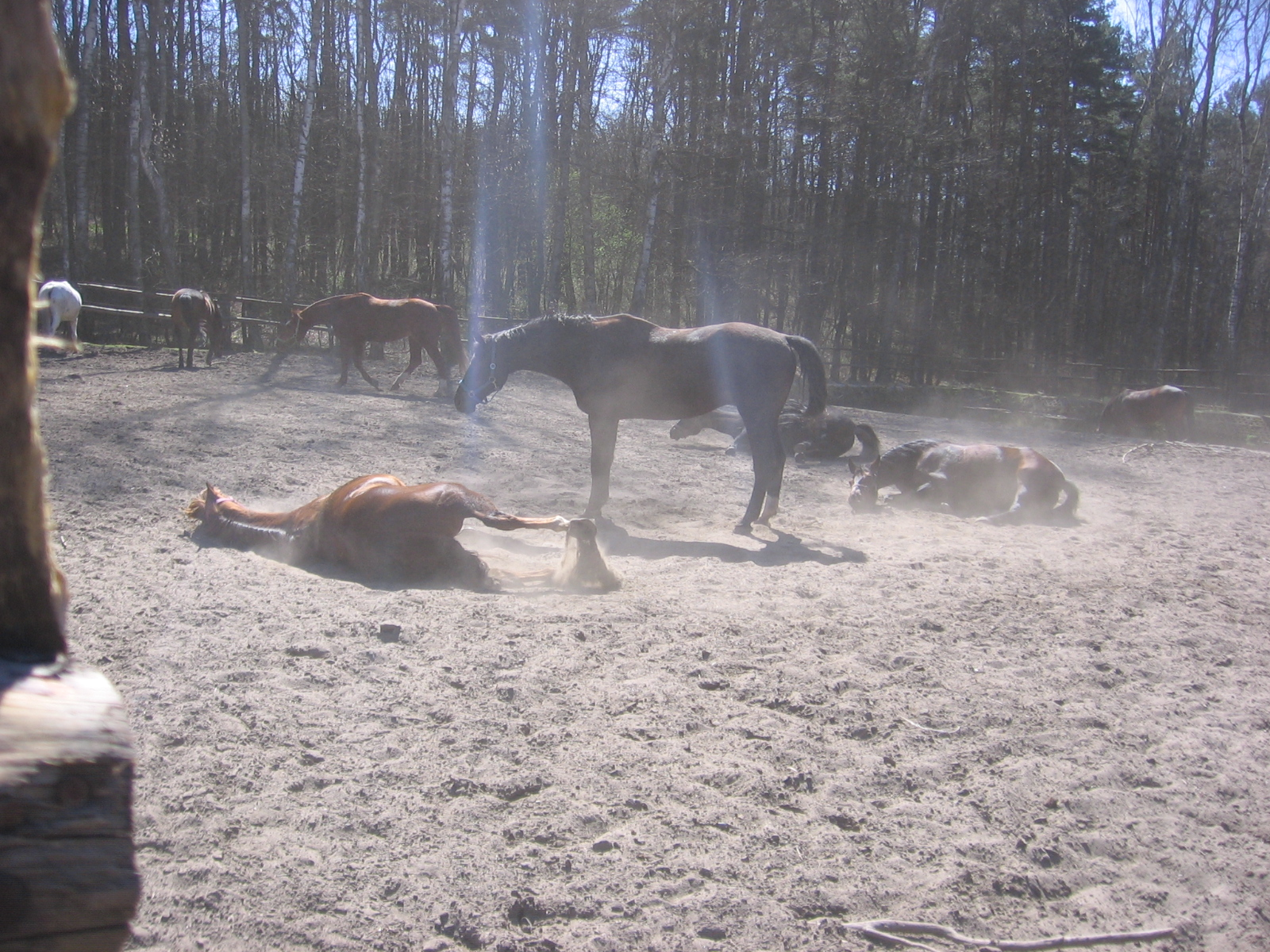
Konie na wybiegu w Ośrodku jeździeckim Uniwersytetu Zielonogórskiego

- Ośrodek jeździecki – uczelnia dysponuje własnym ośrodkiem jeździeckim, który znajduje się na osiedlu Raculka. Na co dzień odbywają się tam zajęcia dla studentów w ramach wychowania fizycznego. W ośrodku prowadzone są również jazdy dla osób prywatnych, oraz oprowadzania na koniach dla najmłodszych. W czasie wakacji letnich ośrodek organizuje obozy jeździeckie dla młodzieży. Z ośrodkiem związane jest Akademickie Koło Jeździeckie „Zagończyk”.
- Biblioteka Uniwersytecka
- Big Band Uniwersytetu Zielonogórskiego
- Centrum Komputerowe Uniwersytetu Zielonogórskiego
- Klub Studencki Gęba

## Kształcenie
Uczelnia daje możliwość podjęcia studiów pierwszego i  drugiego stopnia na kilkudziesięciu kierunkach prowadzonych w ramach siedmiu wydziałów.
- Wydział Artystyczny
  - Architektura wnętrz
  - Grafika
  - Malarstwo
  - Sztuki wizualne
  - Edukacja artystyczna w zakresie sztuki muzycznej
  - Jazz i Muzyka estradowa

- Wydział Humanistyczny
  - Coaching i Doradztwo filozoficzne
  - Dziennikarstwo i Nowe media
  - Filologia (angielska, English Studies, francuska z drugim językiem romańskim, germańska, rosyjska)
  - Filologia polska
  - Filozofia
  - Historia
  - Kulturoznawstwo
  - Lingwistyka stosowana
  - Literatura popularna i Kreacje światów gier

- Wydział Lekarski i Nauk o Zdrowiu - Collegium Medicum
  - Lekarski
  - Pielęgniarstwo
  - Położnictwo
  - Ratownictwo medyczne
  - Fizjoterapia

- Wydział Nauk Inżynieryjno-Technicznych
  - Architektura
  - Automatyka i Robotyka
  - Bezpieczeństwo i Higiena pracy
  - Biznes elektroniczny
  - Budownictwo
  - Elektrotechnika
  - Energetyka
  - Geoinformatyka i Techniki satelitarne
  - Informatyka
  - Inteligentne systemy miejskie
  - Inżynieria biomedyczna
  - Inżynieria lotnicza
  - Inżynieria recyklingu
  - Inżynieria środowiska
  - Mechanika i Budowa maszyn
  - Mechatronika
  - Nanotechnologia
  - Zarządzanie i Inżynieria produkcji (również w j. ang.)

- Wydział Nauk Prawnych i Ekonomicznych
  - Administracja
  - Bezpieczeństwo narodowe
  - Ekonomia
  - Finanse i Rachunkowość
  - Logistyka
  - Prawo
  - Zarządzanie

- Wydział Nauk Społecznych
  - Animacja kultury i twórczej aktywności w sieci
  - Pedagogika
  - Resocjalizacja z kryminologią
  - Socjologia (również w j. ang.)
  - Politologia
  - Logopedia z neurodydaktyką
  - Analityka społeczna i Konsulting cyfrowy
  - Międzynarodowe stosunki polityczne (również w j. ang.)
  - Projektowanie społeczne
  - Pedagogika specjalna
  - Pedagogika przedszkolna i wczesnoszkolna
  - Psychologia

- Wydział Nauk Ścisłych i Przyrodniczych
  - Astronomia (również w j. ang.)
  - Biologia
  - Biomonitoring i Zarządzanie środowiskiem
  - Biotechnologia
  - Fizyka (również w j. ang.)
  - Informatyka i Ekonometria (również w j. ang.)
  - Inżynieria danych (również w j. ang.)
  - Matematyka (również w j. ang.)
  - Ochrona środowiska
  - Sport
  - Turystyka i Rekreacja
  - Wychowanie fizyczne
  - Żywienie człowieka i Dietoterapia
  - Technologia żywności i Żywienie człowieka

## Publikacje
- „Uniwersytet Zielonogórski – Miesięcznik Społeczności Akademickiej” ISSN 1644-7867, nakład 1000 egzemplarzy, czasopismo informacyjne uczelni wydawane przez Biuro Promocji UZ. Pismo jest bezpłatne, wydawane w wersji drukowanej i elektronicznej w formacie pdf. Publikowane są bieżące informacje, relacje z obrad uniwersyteckiego senatu, zarządzenia rektora, relacje z ważnych uroczystości, wiadomości wydziałowe, informacje o obronionych pracach doktorskich i habilitacyjnych, nowości wydawnicze i wiele innych. Miesięcznik jest kontynuacją czasopism akademickich ukazujących się na uczelniach, które utworzyły Uniwersytet Zielonogórski – „Głosu Uczelni” w Wyższej Szkole Pedagogicznej im. T. Kotarbińskiego i „Biuletynu Politechniki Zielonogórskiej”. Pierwszy numer pisma ukazał się w październiku 2001 roku. Pierwszym redaktorem wydawnictwa był Andrzej Politowicz (do sierpnia 2005 roku). Później funkcję tę objęła Ewa Sapeńko, która pełni ją do dziś.
- „UZetka” – Gazeta Samorządu Studenckiego Uniwersytetu Zielonogórskiego o charakterze informacyjno-kulturalnym redagowanym przez studentów uniwersytetu. ISSN 1730-0975, nakład 10000 egzemplarzy. Wydawana od listopada 2002 roku jest bezpłatnym miesięcznikiem. Obejmuje swym zasięgiem miasta województwa lubuskiego, dolnośląskiego i wielkopolskiego.
- „International Journal of Applied Mathematics and Computer Science” – kwartalnik naukowy.
- „Discussiones Mathematicae Graph Theory” – kwartalnik naukowy.
- „Studia Zachodnie” – rocznik naukowy.

## Władze uczelni

### Władze rektorskie
W kadencji 2020–2024:
| Stanowisko                                   | Imię i nazwisko                                |
| -------------------------------------------- | ---------------------------------------------- |
| Rektor                                       | prof. dr hab. Wojciech Strzyżewski             |
| Prorektor ds. Studenckich                    | dr hab. Barbara Literska                       |
| Prorektor ds. Jakości Kształcenia            | prof. dr hab. inż. Magdalena Graczyk           |
| Prorektor ds. Nauki i Współpracy z Zagranicą | prof. dr hab. inż. Justyna Patalas-Maliszewska |
| Prorektor ds. Współpracy z Gospodarką        | prof. dr hab. inż. Justyna Patalas-Maliszewska |
| Prorektor ds. Rozwoju i Finansów             | dr hab. inż. Andrzej Pieczyński                |
| Prorektor ds. Collegium Medicum              | prof. dr hab. Maciej Zabel                     |

### Władze administracyjne
| Stanowisko | Imię i nazwisko             |
| ---------- | --------------------------- |
| Kanclerz   | mgr inż. Katarzyna Łasińska |
| Kwestor    | mgr Anna Gołaszewska        |

## Poczet rektorów
1. 2001–2005: prof. dr hab. Michał Kisielewicz – matematyk (teoria sterowania i optymalizacji)
2. 2005–2012: prof. dr hab. Czesław Osękowski – historyk (historia najnowsza)
3. 2012–2020: prof. dr hab. inż. Tadeusz Kuczyński – inżynier ochrony środowiska (odnawialne źródła energii)
4. od 2020: prof. dr hab. Wojciech Strzyżewski – historyk (heraldyka, historia Polski i powszechna XVI-XVIII w.)

## Doktorzy honoris causa
Osoby, którym nadano tytuł doktora honoris causa na Uniwersytecie Zielonogórskim:
- 2017 Eric Rogers – profesor University of Southampton[8]
- 2015 Zbigniew Kowal – profesor nauk technicznych, specjalizujący się w konstrukcjach metalowych, bezpieczeństwie i niezawodności oraz teorii konstrukcji
- 2014 Richard Wielebinski – astrofizyk
- 2014 Wojciech Dziembiowski – astrofizyk
- 2014 Krzysztof Penderecki – kompozytor, dyrygent, profesor Akademii Muzycznej w Krakowie
- 2013 Lech Górniewicz – matematyk, profesor Uniwersytetu Mikołaja Kopernika
- 2012 Marian Kaźmierkowski – elektronika i energoelektronika, profesor Politechniki Warszawskiej
- 2011 Adam Dyczkowski – doktor, biskup senior diecezji zielonogórsko-gorzowskiej
- 2010 Diethard Pallaschke – matematyka, profesor Karlsruher Institut für Technologie
- 2009 Jan Węglarz – informatyka, profesor Politechniki Poznańskiej
- 2008 Owen Gingerich – profesor Uniwersytetu Harvarda
- 2007 Henryk Tunia – energoelektronika, profesor Politechniki Świętokrzyskiej
- 2007 Julian Musielak – profesor Uniwersytetu im. Adama Mickiewicza
- 2005 Ryszard Tadeusiewicz – elektronika i automatyka, profesor Akademii Górniczo-Hutniczej
- 2002 Tadeusz Kaczorek – elektrotechnika i automatyka, profesor Politechniki Warszawskiej